# Sexy, Free & Single
Sexy, Free & Single è il sesto album studio del gruppo musicale sudcoreano Super Junior. L'album è stato pubblicato il 4 luglio 2012 dalla SM Entertainment e distribuita dalla KMP Holdings, ma disponibile online su molte piattaforme già dalla mezzanotte del 1º luglio 2012. L'album segna il ritorno nel gruppo di Kangin, che aveva dovuto temporaneamente lasciare il gruppo per assolvere agli obblighi di leva, ed è la prima volta che compare insieme al gruppo dall'ottobre 2009. Tuttavia, l'album è il primo senza Heechul, che è invece ha dovuto temporaneamente lasciare il gruppo per gli stessi motivi a settembre 2011, ed è anche l'ultimo album nel gruppo per Leeteuk che invece lascerà temporaneamente il gruppo per la leva nel 2012.

## Tracce
1. Sexy, Free & Single – 3:44
2. 너로부터 (From U) – 3:11
3. NOW – 3:53
4. Rockstar – 3:11
5. 걸리버 (Gulliver) – 3:25
6. 언젠가는 (Someday) – 4:13
7. 달콤씁쓸 (Bittersweet) – 3:26
8. 빠삐용 (Butterfly) – 3:08
9. 머문다 (Daydream) – 3:44
10. 헤어지는 날 (A ‘Good'bye) – 3:48